# Kenderpálma
A kenderpálma (Trachycarpus) az egyszikűek (Liliopsida) közé tartozó pálmafélék (Arecaceae) családjának egy nemzetsége. Nevét a fa törzsének durva rostos, kenderre emlékeztető szőrbevonatáról kapta.

## Elterjedése
Fajai a Himalájában és a környező területeken őshonosak. Ismertebb fajait a világ számos részére betelepítették.

## Fajok
- Trachycarpus fortunei (Hook.) H.Wendl. – kínai kenderpálma
- Trachycarpus geminisectus Spanner et al.
- Trachycarpus latisectus Spanner, Noltie & Gibbons
- Trachycarpus martianus (Wall. ex Mart.) H.Wendl.
- Trachycarpus nanus Becc.
- Trachycarpus oreophilus Gibbons & Spanner – thaiföldi kenderpálma
- Trachycarpus princeps Gibbons, Spanner & San Y.Chen
- Trachycarpus takil Becc. – indiai kenderpálma
- Trachycarpus wagnerianus Becc. – japán kenderpálma

## Képek

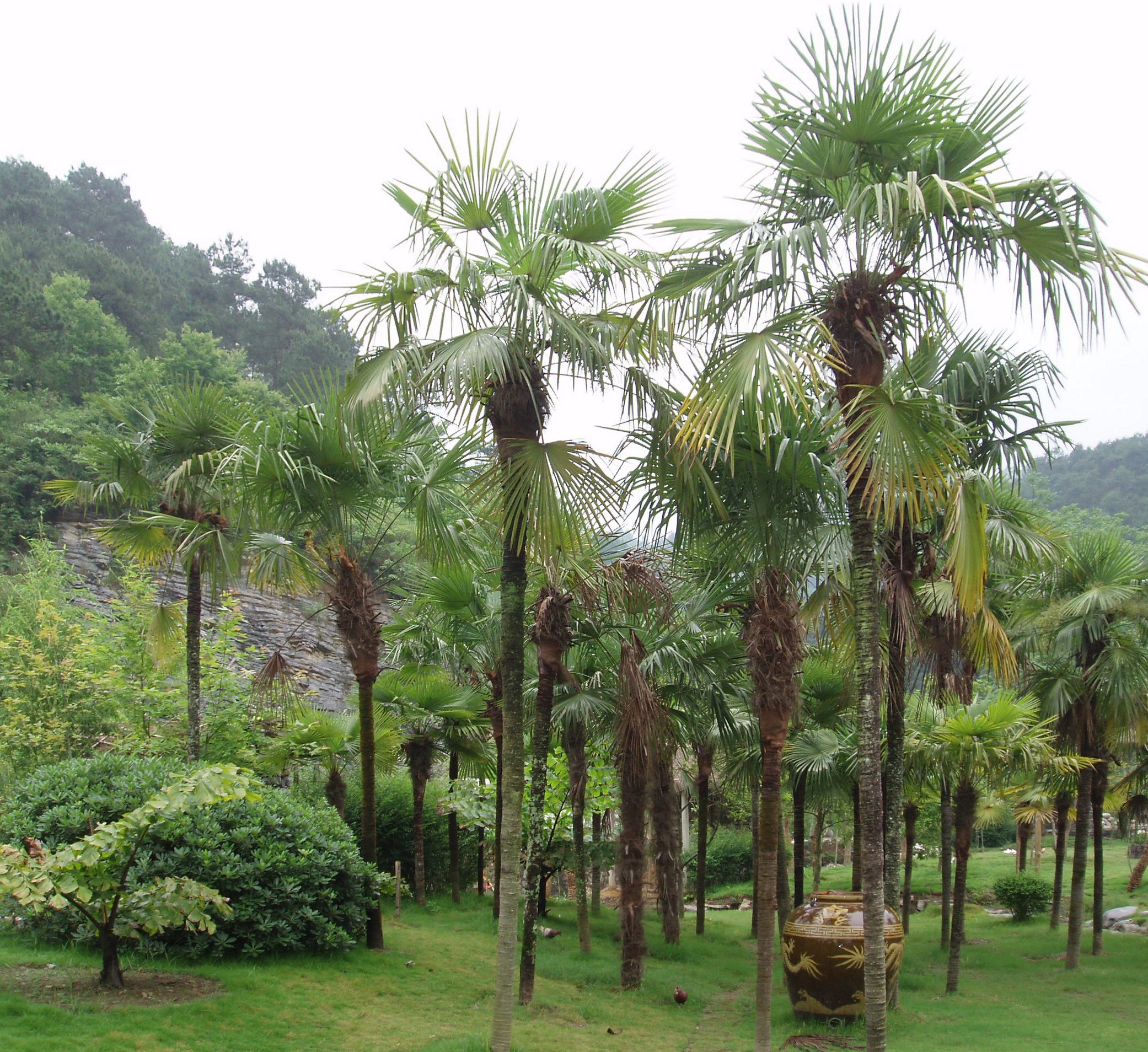
Kínai kenderpálma
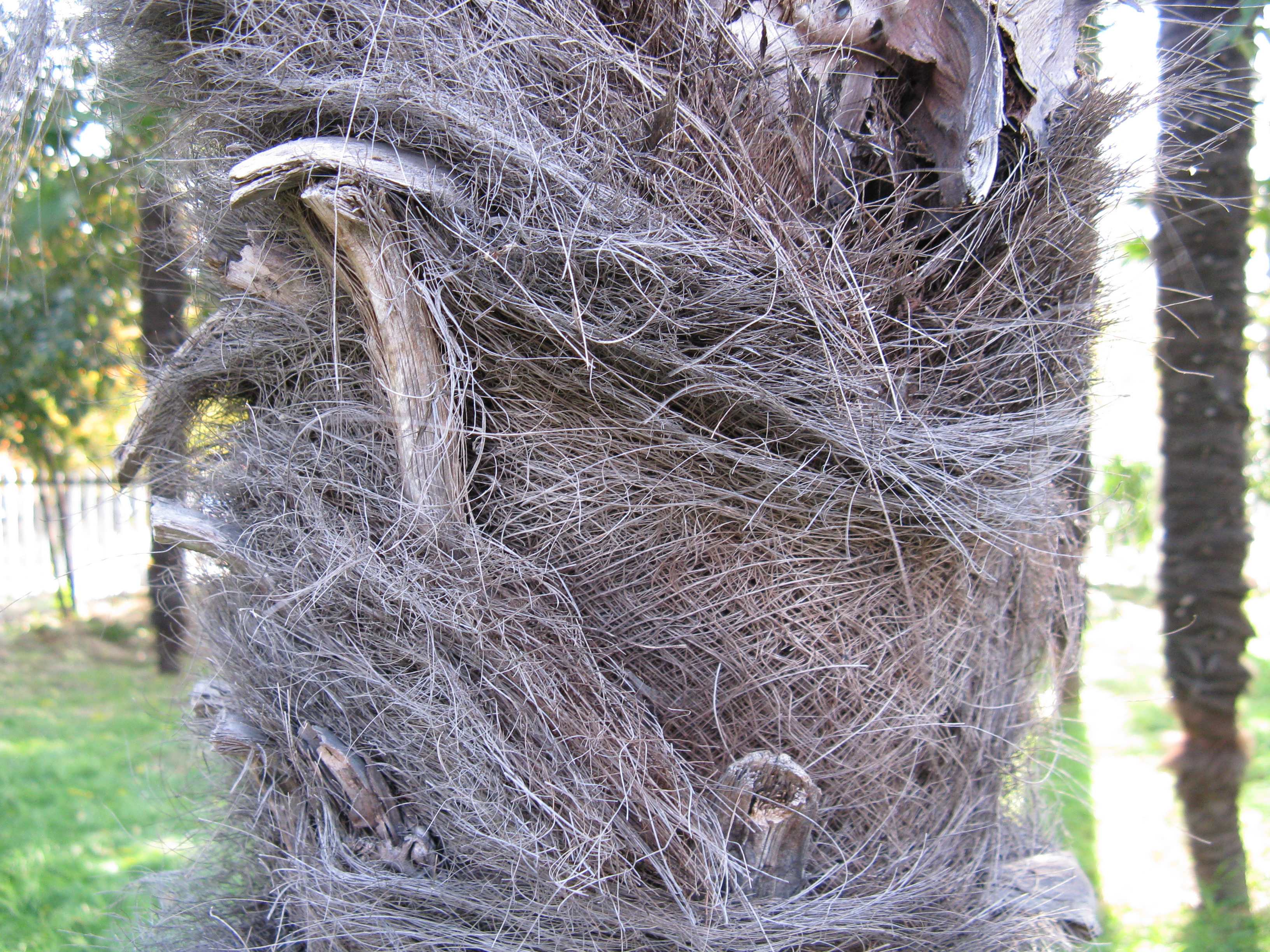
Japán kenderpálma törzse
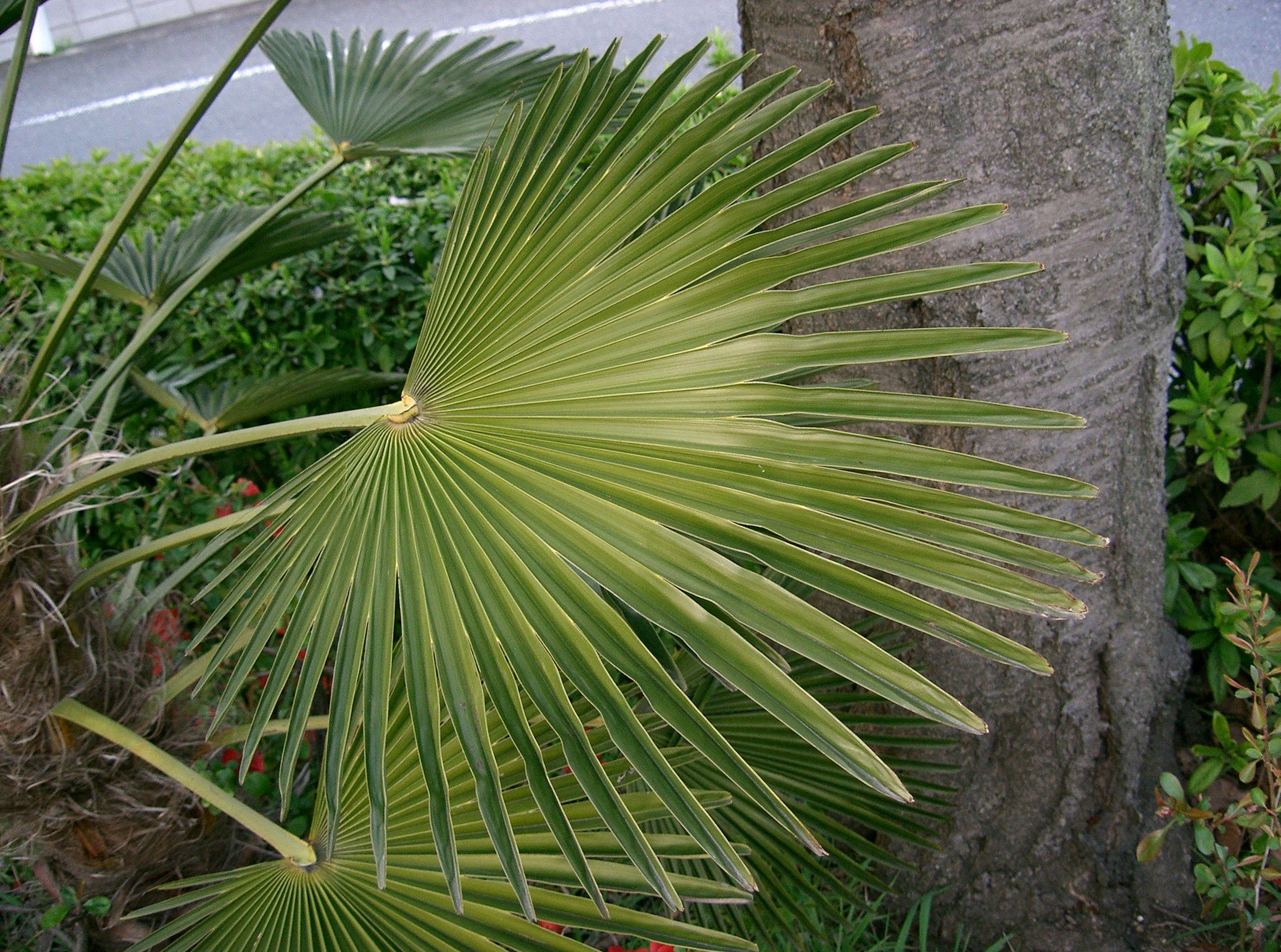
Japán kenderpálma levele